# Dansville (Nova York)
Dansville és una població dels Estats Units a l'estat de Nova York. Segons el cens del 2000 tenia 4.832 habitants.

## Demografia
Segons el cens del 2000, Dansville tenia 4.832 habitants, 1.912 habitatges, i 1.246 famílies. La densitat de població era de 787,2 habitants/km².
Dels 1.912 habitatges en un 34% hi vivien nens de menys de 18 anys, en un 46,7% hi vivien parelles casades, en un 14,2% dones solteres, i en un 34,8% no eren unitats familiars. En el 28,6% dels habitatges hi vivien persones soles el 14% de les quals corresponia a persones de 65 anys o més que vivien soles. El nombre mitjà de persones vivint en cada habitatge era de 2,49 i el nombre mitjà de persones que vivien en cada família era de 3,03.
Per edats la població es repartia de la següent manera: un 26,7% tenia menys de 18 anys, un 8,7% entre 18 i 24, un 27,5% entre 25 i 44, un 21,3% de 45 a 60 i un 15,7% 65 anys o més.
L'edat mediana era de 37 anys. Per cada 100 dones de 18 o més anys hi havia 86,2 homes.
La renda mediana per habitatge era de 32.903 $ i la renda mediana per família de 41.519 $. Els homes tenien una renda mediana de 31.699 $ mentre que les dones 25.256 $. La renda per capita de la població era de 15.994 $. Entorn del 12,3% de les famílies i el 17% de la població estaven per davall del llindar de pobresa.